# Stanisław Piechocki
Stanisław Ryszard Piechocki (ur. 8 lutego 1955 w Olsztynie, zm. 6 kwietnia 2005 tamże) – polski prawnik, publicysta, pisarz, badacz i popularyzator najnowszych dziejów Olsztyna. Autor licznych książek, esejów i artykułów publicystycznych na temat najnowszej historii Olsztyna.

## Życiorys
W latach 1962–1970 uczęszczał do Szkoły Podstawowej nr 1 im. Ryszarda Knosały na Zatorzu w Olsztynie. Maturę zdał w 1974 w I LO im. A. Mickiewicza w Olsztynie.
Absolwent Wydziału Prawa i Administracji Uniwersytetu Mikołaja Kopernika w Toruniu (1978). Był sędzią w sądownictwie powszechnym (1980–2000), później (na emeryturze) poświęcił się wyłącznie pracy twórczej i pisarskiej. Debiutował w 1974 na łamach lokalnej i regionalnej prasy małymi formami literackimi. Opublikował ponad 400 artykułów i reportaży, głównie na łamach "Gazety Olsztyńskiej". Publikował także reportaże sądowe oraz rozważania na temat dóbr osobistych człowieka. Laureat nagród literackich, ogólnokrajowych i regionalnych za powieści i utwory z dziedziny literatury faktu, m.in. Nagrody Ministra Kultury i Sztuki (1984), nagrody im. Biskupa Ignacego Krasickiego (2002).
Od 1975 do 1977 należał do Koła Młodych przy toruńskim oddziale Związku Literatów Polskich, następnie od 1978 do Koła Młodych olsztyńskiego oddziału ZLP. Od 1984 roku był członkiem Związku Literatów Polskich.
Młodszy brat Janusza Piechockiego.

## Wybrane publikacje

### Powieści (osadzone w realiachWarmiiiPowiśla)
- Przedostatni przystanek (Wydawnictwo Pojezierze, 1980)
- Horror pruski (drukowana we fragmentach w "Gazecie Olsztyńskiej", "Warmii i Mazurach" oraz "Borussii")
- Tekturowe czołgi (Wydawnictwo Pojezierze, 1983)
- Przylądek burz (1989)

### Literatura faktu – najnowsza historia Olsztyna
- Czyściec zwany Kortau (1993)
- Dzieje Olsztyńskich ulic (1995, 1998, Agencja Wyd. Remix)
- Olsztyn styczeń 1945. Portret miasta (2000)
- Ratusz w Olsztynie (2001)
- Olsztyn magiczny (2002, Agencja Wyd. Remix, Olsztyn)
- Olsztyn nie tylko magiczny (2005, Agencja Wyd. Remix, Olsztyn)